# La escurridiza, o cómo esquivar el amor
La escurridiza, o cómo esquivar el amor (L'esquive) es una película  de Francia, dirigida por Abdellatif Kechiche  en 2005 y protagonizada por Osman Elkharraz, Sara Forestier, Sabrina Ouazani y Nanou Benahmou.
Desde comienzos de los 90, el director tunecino Abdellatif Kechiche (La faute à Voltaire) quería realizar este proyecto sobre la vida de un barrio y los amores juveniles, pero en aquel momento no encontró financiación suficiente para afrontar el rodaje. La actual situación de los barrios periféricos parisinos y la difícil integración de las minorías han propiciado que esta producción salga adelante. Destaca un joven elenco de actores y actrices, muchos de ellos debutantes, como Osman Elkharraz, Sara Forestier (La guerra en París), Sabrina Ouazani, Nanou Benahmou y Hafet Ben-Ahmed. Ha obtenido varios premios internacionales, entre los que se cabe destacar cuatro César, y menciones especiales en los Festivales de Buenos Aires, Estambul y Estocolmo.

## Sinopsis
Lydia pasea por el extrarradio de París, leyendo con énfasis la obra de su admirado autor Marivaux Juegos de amor y fortuna, para preparar la función de fin de curso. Su compañero de clase, Abdelkrim, más conocido como Krimo, está profundamente enamorado de ella y estaría dispuesto a cualquier cosa con tal de que le preste un poco de atención. Su amigo Rachid le cede el papel de arlequín en la obra, de tal modo que pueda declararse sin hacer el ridículo. Pero Krimo se ve superado por el abundante y dificultoso texto que ha de aprenderse. 